# Liste der Kulturdenkmäler in Laudert
In der Liste der Kulturdenkmäler in Laudert sind alle Kulturdenkmäler der rheinland-pfälzischen Ortsgemeinde Laudert aufgeführt. Grundlage ist die Denkmalliste des Landes Rheinland-Pfalz (Stand: 27. Oktober 2023).

## Denkmalzonen
| Bezeichnung           | Lage                    | Baujahr | Beschreibung | Bild                           |
| --------------------- | ----------------------- | ------- | --- | ------------------------------ |
| Denkmalzone Alte Burg | nördlich des Ortes Lage |         | mottenähnliche Anlage, 11. oder 12. Jahrhundert, zwei künstliche Erdwälle, Wassergraben, Turmhügel, Rechteckgräben | weitere Bilder Fotos hochladen |

## Einzeldenkmäler
| Bezeichnung                     | Lage                                      | Baujahr         | Beschreibung                                                                               | Bild                           |
| ------------------------------- | ----------------------------------------- | --------------- | ------------------------------------------------------------------------------------------ | ------------------------------ |
| Wasserbehälter                  | Bergstraße, bei Nr. 27 Lage               | 1912            | Wasserbehälter, Jugendstil, bezeichnet 1912                                                | BW                             |
| Schulhaus                       | Mittelstraße 3 Lage                       | 1906            | ehemalige Schule mit Lehrerwohnung; Putzbau, neugotische Motive, bezeichnet 1906           | BW                             |
| Hofanlage                       | Mittelstraße 9 Lage                       | 18. Jahrhundert | Fachwerkhaus, teilweise massiv, 18. Jahrhundert; bauliche Gesamtanlage mit Ökonomiegebäude | BW                             |
| Katholische Kirche St. Remigius | Mittelstraße 20 Lage                      | 1923–26         | neubarocker Saal, 1923–26, Architekten Ludwig Becker und Anton Falkowski, Mainz            | weitere Bilder Fotos hochladen |
| Hofanlage                       | Mittelstraße 37 Lage                      | 19. Jahrhundert | Fachwerkhaus, verputzt, 19. Jahrhundert; bauliche Gesamtanlage mit Ökonomietrakt           | BW                             |
| Spolie                          | Rhein-Mosel-Straße, auf dem Friedhof Lage |                 | romanische Säule im Giebel der Friedhofskapelle St. Remigius                               | BW                             |